# Championnat de Pologne de combiné nordique
Cette page reprend les résultats du championnat de Pologne de combiné nordique.
Les coureurs les plus titrés sont Stanisław Kawulok (9 titres), Józef Daniel Krzeptowski (pl) & Stanisław Ustupski (7), puis Kazimierz Bafia (de) (6 titres).

## Résultats
| Année | Vainqueur                      | Club du vainqueur            | Épreuve           |
| ----- | ------------------------------ | ---------------------------- | ----------------- |
| 1920  | Franciszek Bujak               | SNPTT Zakopane               |                   |
| 1921  | Franciszek Bujak               | SNPTT Zakopane               |                   |
| 1922  | Andrzej Krzeptowski            | SNPTT Zakopane               |                   |
| 1923  | Andrzej Krzeptowski            | SNPTT Zakopane               |                   |
| 1924  | Henryk Mückenbrunn             | SNPTT Zakopane               |                   |
| 1925  | Henryk Mückenbrunn             | SNPTT Zakopane               |                   |
| 1926  | Andrzej Krzeptowski            | Sokół Zakopane               |                   |
| 1927  | Bronisław Czech                | SNPTT Zakopane               |                   |
| 1928  | Bronisław Czech                | SNPTT Zakopane               |                   |
| 1929  | Bronisław Czech                | SNPTT Zakopane               |                   |
| 1930  | Karol Gąsienica Szostak (pl)   | SNPTT Zakopane               |                   |
| 1931  | Władysław Żytkowicz (pl)       | SNPTT Zakopane               |                   |
| 1932  | Stanisław Marusarz             | SNPTT Zakopane               |                   |
| 1933  | Izydor Gąsienica-Łuszczek (pl) | Wisła Zakopane               |                   |
| 1934  | Bronisław Czech                | SNPTT Zakopane               |                   |
| 1935  | Stanisław Marusarz             | SNPTT Zakopane               |                   |
| 1936  | Stanisław Marusarz             | SNPTT Zakopane               |                   |
| 1937  | Bronisław Czech                | SNPTT Zakopane               |                   |
| 1938  | Mieczysław Wnuk (pl)           | Wisła Zakopane               |                   |
| 1939  | Andrzej Marusarz               | SNPTT Zakopane               |                   |
| 1940  | épreuves annulées              | épreuves annulées            | épreuves annulées |
| 1941  | épreuves annulées              | épreuves annulées            | épreuves annulées |
| 1942  | épreuves annulées              | épreuves annulées            | épreuves annulées |
| 1943  | épreuves annulées              | épreuves annulées            | épreuves annulées |
| 1944  | épreuves annulées              | épreuves annulées            | épreuves annulées |
| 1945  | épreuves annulées              | épreuves annulées            | épreuves annulées |
| 1946  | Stanisław Marusarz             | SNPTT Zakopane               |                   |
| 1947  | Stefan Dziedzic (pl)           | HKN Zakopane                 |                   |
| 1948  | Józef Daniel Krzeptowski (pl)  | SNPTT Zakopane               |                   |
| 1949  | Józef Daniel Krzeptowski (pl)  | SNPTT Zakopane               |                   |
| 1950  | Józef Daniel Krzeptowski (pl)  | SNPTT Zakopane               |                   |
| 1951  | Józef Daniel Krzeptowski (pl)  | SNPTT Zakopane               |                   |
| 1952  | Jan Raszka (pl)                | WKS Zakopane                 |                   |
| 1953  | Józef Daniel Krzeptowski (pl)  | WKS Zakopane                 |                   |
| 1954  | Józef Daniel Krzeptowski (pl)  | WKS Zakopane                 |                   |
| 1955  | Józef Daniel Krzeptowski (pl)  | WKS Zakopane                 |                   |
| 1956  | Aleksander Kowalski (pl)       | Wisła-Gwardia Zakopane       |                   |
| 1957  | Aleksander Kowalski (pl)       | Wisła-Gwardia Zakopane       |                   |
| 1958  | Franciszek Gąsienica-Groń      | Wisła-Gwardia Zakopane       |                   |
| 1959  | Józef Gąsienica-Bryjak (pl)    | AZS Zakopane                 |                   |
| 1960  | Józef Karpiel (pl)             | WKS Zakopane                 |                   |
| 1961  | Józef Karpiel (pl)             | WKS Zakopane                 |                   |
| 1962  | Józef Gąsienica (pl)           | SNPTT Zakopane               |                   |
| 1963  | Józef Łupieżowiec              | Start Wisła                  |                   |
| 1964  | Erwin Fiedor                   | ROW Rybnik                   |                   |
| 1965  | Józef Gąsienica Daniel (pl)    | WKS Zakopane                 |                   |
| 1966  | Józef Gąsienica Daniel (pl)    | WKS Zakopane                 |                   |
| 1967  | Józef Gąsienica Daniel (pl)    | Start Zakopane               |                   |
| 1968  | Józef Gąsienica Daniel (pl)    | Start Zakopane               |                   |
| 1969  | Józef Gąsienica Daniel (pl)    | Start Zakopane               |                   |
| 1970  | Zbigniew Hola (pl)             | BBTS Włókniarz Bielsko-Biała |                   |
| 1971  | Józef Gąsienica (pl)           | SNPTT Zakopane               |                   |
| 1972  | Józef Zubek (pl)               | WKS Zakopane                 |                   |
| 1973  | Stefan Hula                    | BBTS Włókniarz Bielsko-Biała |                   |
| 1974  | Stanisław Kawulok              | ROW Rybnik                   |                   |
| 1975  | Stanisław Kawulok              | ROW Rybnik                   |                   |
| 1976  | Stanisław Kawulok              | ROW Rybnik                   |                   |
| 1977  | Kazimierz Długopolski (pl)     | SNPTT Zakopane               |                   |
| 1978  | Stanisław Kawulok              | ROW Rybnik                   |                   |
| 1979  | Stanisław Kawulok              | ROW Rybnik                   |                   |
| 1980  | Jan Legierski (pl)             | ROW Rybnik                   |                   |
| 1981  | Stanisław Kawulok              | Olimpia Goleszów             |                   |
| 1982  | Stanisław Kawulok              | Olimpia Goleszów             |                   |
| 1983  | Stanisław Kawulok              | Olimpia Goleszów             |                   |
| 1984  | Stanisław Kawulok              | Olimpia Goleszów             |                   |
| 1985  | Tadeusz Bafia (de)             | Wisła-Gwardia Zakopane       |                   |
| 1986  | Roman Sosna                    | LZS Bystra Śląska            |                   |
| 1987  | Tadeusz Bafia (pl)             | Wisła-Gwardia Zakopane       |                   |
| 1988  | Stanisław Ustupski             | Wisła-Gwardia Zakopane       |                   |
| 1989  | Stanisław Ustupski             | Wisła-Gwardia Zakopane       |                   |
| 1990  | Stanisław Ustupski             | Wisła-Gwardia Zakopane       |                   |
| 1991  | Stanisław Ustupski             | Wisła Zakopane               |                   |
| 1992  | Stanisław Ustupski             | Wisła Zakopane               |                   |
| 1993  | Stanisław Ustupski             | Wisła Zakopane               |                   |
| 1994  | Stanisław Ustupski             | Wisła Zakopane               |                   |
| 1995  | Stefan Habas (pl)              | WKS Zakopane                 |                   |
| 1996  | Stefan Habas (pl)              | WKS Zakopane                 |                   |
| 1997  | Kazimierz Bafia (de)           | Wisła Zakopane               |                   |
| 1998  | Kazimierz Bafia (de)           | Wisła Zakopane               |                   |
| 1999  | Kazimierz Bafia (de)           | WKS Zakopane                 |                   |
| 2000  | Kazimierz Bafia (de)           | Wisła Zakopane               |                   |
| 2001  | Kazimierz Bafia (de)           | Wisła Zakopane               |                   |
| 2002  | Rafał Śliż                     | Wisła Ustronianka            |                   |
| 2003  | épreuve annulée                | épreuve annulée              | épreuve annulée   |
| 2004  | Janusz Zygmuntowicz            | Wisła Zakopane               |                   |
| 2005  | épreuve annulée                | épreuve annulée              | épreuve annulée   |
| 2006  | Adam Gała                      | Wisła Ustronianka            |                   |
| 2007  | épreuve annulée                | épreuve annulée              | épreuve annulée   |
| 2008  | Marcin Mąka (de)               | Wisła Zakopane               |                   |
| 2009  | Marcin Mąka (de)               | Wisła Zakopane               |                   |
| 2010  | Adam Cieślar                   | Wisła Ustronianka            | HS134/10 km       |
| 2010  | Andrzej Zarycki (pl)           | Poroniec Poronin             | HS 94/10 km       |
| 2011  | Tomasz Pochwała                | Wisła Zakopane               | HS106/10 km       |
| 2012  | Paweł Słowiok                  | AZS AWF Katowice             | HS134/10 km       |
| 2013  | Tomasz Pochwała                | Wisła Zakopane               | HS134/10 km       |
| 2014  | épreuve annulée                | épreuve annulée              | épreuve annulée   |
| 2015  | Adam Cieślar                   | Wisła Ustronianka            | HS106/10 km       |

### Sprint - de 1998 à 2009
| Année | Vainqueur                | Club du vainqueur |
| ----- | ------------------------ | ----------------- |
| 1998  | Stefan Habas (pl)        | WKS Zakopane      |
| 1999  | Kazimierz Bafia (de)     | WKS Zakopane      |
| 2000  | Daniel Bachleda (de)     | WKS Zakopane      |
| 2001  | épreuve annulée          | épreuve annulée   |
| 2002  | Daniel Bachleda (de)     | WKS Zakopane      |
| 2003  | Rafał Śliż               | Wisła Ustronianka |
| 2004  | Janusz Zygmuntowicz (de) | Wisła Zakopane    |
| 2005  | Janusz Zygmuntowicz (de) | Wisła Zakopane    |
| 2006  | Janusz Zygmuntowicz (de) | Wisła Zakopane    |
| 2007  | Artur Broda (de)         | Wisła Ustronianka |
| 2008  | Artur Broda (de)         | Wisła Ustronianka |
| 2009  | Marcin Mąka (de)         | Wisła Zakopane    |